# Karl August von Laffert
Karl August von Laffert (Dannenbüttel, 1 de junio de 1872 - Garlitz, 19 de octubre de 1938), perteneciente al linaje de los Laffert, fue un oficial, escritor y nacionalsocialista alemán.

## Biografía
Von Laffert nació en Dannenbüttel, en las cercanías de Gifhorn. Su hermana era Viktoria von Dirksen. Estudió en varios Gymnasium en Wolfenbüttel y Schwerin y, tras el final de su educación secundaria, se alistó como Fahnenjunker en el XXIII regimiento de dragones de la guardia alemana en Darmstadt, donde fue promovido al grado de lugarteniente. En 1910 fue nombrado jefe de escuadrón en Fürstenwalde.
Pronto ascendió a oficial del estado mayor y fue enviado en misiones diplomáticas. Fue el enviado alemán en la comisión para la regulación de la frontera en Albania, para la fijación definitiva de las fronteras albanesas. También fue temporalmente el oficial de enlace con el ejército de Bulgaria, así como jefe de los ferrocarriles militares en Rumanía. En 1913 fue enviado como agregado militar a Constantinopla, al Imperio otomano. Su sucesor en el puesto de agregado militar sería Erich von Leipzig (1860–1915).
Tras el comienzo de la I Guerra Mundial, von Laffert permaneció inicialmente en Constantinopla. Debido a un folleto que había publicado, en el que se mostraba escéptico con las posibilidades de éxito alemanas en la guerra en expansión, fue enviado en 1915 a Cottbus y con un regimiento de infantería a Verdún.
Tras el fin de la guerra, abandonó la carrera militar con el rango de teniente coronel y se retiró a una finca en Garlitz que había heredado en 1915. Allí se dedicó a escribir libros.
En 1930 se inscribió en el partido nazi (número de miembro 352319). Por lo menos desde 1932 era miembro del Deutscher Herrenklub. En 1935 se convirtió en miembro del Volksgerichtshof, un tribunal popular especial establecido por Hitler que tenía una jurisdicción muy amplia sobre delitos políticos. Además era miembro de las SS, donde obtuvo el rango de Obersturmbannführer.
Von Laffert falleció en octubre de 1938.

## Trabajo como autor
A partir de 1919 von Laffert escribió varias novelas, que se pueden englobar en la primera ciencia ficción y que también tuvieron éxito en el extranjero. También se publicaron por capítulos en revistas juveniles.
- Kospoli, Roman («Kospoli , novela»), 1919 en Stilke
- Gefährliche Wissenschaft, Roman aus d. Gebiete d. Hypnose («Ciencia peligrosa, novela del ámbito de la hipnosis»), 1919 en Stilke
- Frau Irmas Abenteuer, Detektivroman («La aventura de la Sra. Irma, novela de detectives»), 1921 en Moewig & Höffner
- Untergang der Luna («El hundimiento de la Luna»), 1921 en Stilke (por capítulos como Das Ende unseres Mondes en Das Neue Universum, Stuttgart, Union, 1925)
- Fanale am Himmel («Linternas en el cielo»), 1925 E. Keils Nachfolger (A. Scherl)

Al contrario que otros autores contemporáneos, como Werner Grassegger o Hans Bußmann, que buscan una revancha del tratado de Versalles a través de libros nacionalistas en los que el ingenio alemán logra vencer a los enemigos, von Laffer defiende en Fanale am Himmel un «pacifismo agresivo», donde la paz solo puede garantizarse con las armas.
- Gold, Politischer Roman aus d. Gegenwart («Oro, novela política del presente»), 1922 en Hermann Paetel
- Feuer am Nordpol, Technisch-polit. Roman aus d. Gegenwart, 1924 en E. Keils Nachf., traducido al español como: Fuego en el Polo Norte. Novela técnico-politica de actualidad, Suc. Rivadeneyra (1924)
- Flammen aus dem Weltenraum, Ein Zukunfts-Roman («Llamas del espacio, una novela del futuro»), 1927 en Kyffhäuser
- Buddha im Abendlande, Ein Buch von Glück und Leid («Buda en Occidente, un libro de felicidad y sufrimiento»), 1928 en Kyffhäuser
- Giftküche («Cocina del demonio»), 1929 en August Scherl, traducido al español como: Gases asfixiantes (hacia 1930)
- Verbrechen auf Schloß Wörth, Roman(«Delitos en el palacio de Wörth, novela»), 1929 en August Scherl
- Der Schuß auf dem Bardanjol, Eine Erz. aus Albanien («El disparo en el Bardanjol, un relato de Albania»), 1934 en C. Fr. Fleischer